# Живко Келепов
Живко Келепов е бивш български футболист, нападател.
Роден е на 8 юни 1966 г. в Сливен.

## Кариера
Играл е за Сливен, Черноморец, Берое, Черно море, Локомотив (Пловдив), Автотрейд и Светкавица. Носител на купата на страната през 1990 със Сливен. В А група има 257 мача и 53 гола. В евротурнирите има 6 мача и 1 гол (2 мача с 1 гол за Сливен и 2 мача за Черноморец в КНК и 2 мача за Сливен в турнира за купата на УЕФА).

## Статистика по сезони
- Сливен – 1984/85 – А група, 10/0
- Сливен – 1985/86 – А група, 8/0
- Сливен – 1987/88 – А група, 5/0
- Черноморец – 1988/89 – Б група, 26/4
- Берое – 1989/90 – А група, 29/6
- Сливен – 1990/91 – А група, 19/3
- Берое – 1991/92 – А група, 27/5
- Черно море – 1992/93 – Б група, 36/14
- Черно море – 1993/94 – А група, 29/6
- Локомотив (Пд) – 1994/95 – А група, 24/5
- Автотрейд – 1995/96 – В група, 30/21
- Автотрейд – 1996/97 – Б група, 31/10
- Светкавица – 1997/98 – Б група, 23/4
- Черно море – 1998/ес. - Б група, 15/4
- Сливен – 1999/00 – В група, 21/6